# Незгода, Ярослав
Ярослав Незгода (пол. Jarosław Niezgoda; род. 15 марта 1995, Понятова, Польша) — польский футболист, нападающий.

## Клубная карьера
Воспитанник клуба «Висла» из Пулавы. В 2012 году дебютировал за основной состав в Первой лиге Польши. В 2015 году с 11 мячами стал лучшим бомбардиром команды. Летом 2016 года перешёл в «Легию». 20 августа в матче против «Арки» дебютировал в польской Экстраклассе. В конце месяца для получения игровой практики был отдан в аренду в «Рух». 24 сентября в матче против «Лехии» дебютировал за новый клуб. Через неделю в поединке против «Заглембе» забил свой первый гол за «Рух». В своём дебютном сезоне стал лучшим бомбардиром команды, забив 10 мячей.
30 января 2020 года Незгода перешёл в клуб MLS «Портленд Тимберс», подписав контракт по правилу назначенного игрока. В американской лиге он дебютировал 13 июля в матче Турнира MLS is Back против «Лос-Анджелес Гэлакси», выйдя на замену во втором тайме. 23 июля в матче Турнира MLS is Back против «Лос-Анджелеса» он забил свой первый гол в MLS. 1 ноября в матче против «Ванкувер Уайткэпс» Незгода получил разрыв передней крестообразной связки левого колена. Он вернулся на поле 15 августа 2021 года в матче против «Сиэтл Саундерс». 20 августа 2023 года во время матча с «Хьюстон Динамо» Незгода вновь получил разрыв передней крестообразной связки колена, из-за чего выбыл из строя примерно на девять месяцев. По окончании сезона 2023 «Портленд Тимберс» отклонил опцию продления контракта с Незгодой.

## Карьера в сборной
В 2017 году в составе молодёжной сборной Польши Незгода принял участие в домашнем молодёжном чемпионате Европы. На турнире он сыграл в матчах против команд Словакии, Швеции и Англии.

## Достижения
Командные
«Легия»
- Чемпион Польши: 2016/17, 2017/18, 2019/20
- Обладатель Кубка Польши: 2017/18

«Портленд Тимберс»
- Победитель Турнира MLS is Back (2020)